# Isla Wiencke
La isla Wiencke en una isla de la Antártida de 16 millas de largo y de 2 a 5 millas de ancho, con unos 67 km² de área. Es la más meridional de las islas principales del archipiélago Palmer, estando entre la isla Anvers al norte y la costa occidental de la península Antártica a 64°54′S 63°43′O / -64.900, -63.717.

## Características
Es una isla rocosa, cubierta principalmente por glaciares, nieve y hielo. Tiene algunas pequeñas playas rocosas sobre las costas occidentales y septentrionales de la isla. Existente algunas plantas, matas de hierba y musgos. Hay tres montañas, el pico Nemo (864 m) en el noroeste, el pico Nipple al nordeste, y el pico Luigi (1.435 m) al sudoeste, siendo la cumbre más alta de la isla, aunque no ha sido completamente inspeccionada. Varias islas menores la rodean, como la isla Breakwater (33 m alto) sita a 5 millas al norte del cabo Astrup, el punto más al norte de la isla. Cerca de la costa sudeste está la isla Fridtjof (136 m), conectada con la isla Wiencke por una cadena de pequeños islotes y rocas. En los alrededores del cabo Willems, en el extremo sureste de la isla Wiencke, está la isla Boby, de origen volcánico (134 m alto).

## Historia
La isla Wiencke parece haber sido descubierta primero por Edward Bransfield a bordo el bergantín Williams en enero de 1820, pero él la llamó cabo. En 1829 Henry Foster circunnavegó la isla. En 1873 el alemán Eduard Dallmann fue el primero en pisar la isla, y lo relató en un lugar solitario. La isla fue llamada así por la Expedición Antártica Belga, de 1897-1899, bajo la dirección de Adrien de Gerlache, en honor a Carl August Wiencke, un marinero noruego que se cayó al agua y perdió su vida en la expedición.
Durante la Segunda Guerra Mundial, la Kriegsmarine (armada alemana) usó las aguas del archipiélago Palmer y las islas subantárticas como base naval, desde las cuales se atacaban los convoyes aliados. El Reino Unido estableció unas bases sobre la isla Decepción, la isla Wiencke y la bahía Esperanza para luchar contra los alemanes. Una base restaurada, la Base A - Puerto Lockroy, está sobre el islote Goudier, en el extremo sudoeste de la isla, enfrente a la punta Jougla.
En 1954 el British Antarctic Survey (BAS) construyó una estación meteorológica automatizada, la Damoy Point Hut en bahía o caleta Dorian, sobre el lado norte de la isla Wiencke, pero fue destruida por una tormenta en 1956. Otra estación científica fue establecida en 1961 por la Armada de Chile sobre el lado de oeste de la isla, en una pequeña rada abrigada llamada Puerto Lockroy, descubierto por Jean-Baptiste Charcot el 19 de febrero de 1904. Algunos refugios de emergencia fueron construidos varios años más tarde la costa oriental de la isla.
El 23 de febrero de 1953 la Armada Argentina inauguró el Refugio Bahía Dorian en la punta Damoy de la bahía Dorian, fue refaccionado en 2011.
En 1973 el British Antarctic Survey construyó una pista para aviones con esquíes y en 1975 la Cabaña de Punta Damoy, como estación de transferencia hacia la Base Rothera.

## Reclamaciones territoriales
Argentina incluye a la isla en el departamento Antártida Argentina dentro de la provincia de Tierra del Fuego, Antártida e Islas del Atlántico Sur; para Chile forma parte de la comuna Antártica de la provincia Antártica Chilena dentro de la Región de Magallanes y de la Antártica Chilena; y para el Reino Unido integra el Territorio Antártico Británico. Las tres reclamaciones están sujetas a los términos del Tratado Antártico.
Nomenclatura de los países reclamantes: 
- Argentina: isla Wiencke
- Chile: isla Wiencke
- Reino Unido: Wiencke Island